# Illes Verges Britàniques
Les illes Verges Britàniques (en anglès British Virgin Islands, oficialment Virgin Islands) són un territori d'ultramar dependent del Regne Unit. Comprenen les illes orientals de l'arxipèlag de les Verges, a l'est de Puerto Rico, a la regió del Carib. Limiten al nord amb l'oceà Atlàntic i al sud amb el mar Carib. A l'oest tenen a tocar les illes Verges Nord-americanes i a l'est el pas d'Anegada les separa de l'illa britànica d'Anguilla.

## Geografia

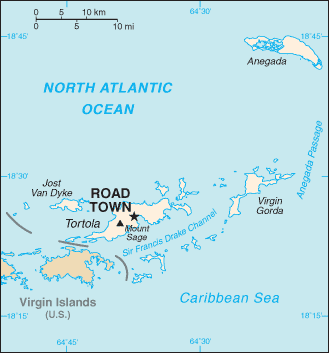
Mapa de les Illes Verges Britàniques

Tenen una extensió de 153 km². La seva capital és Road Town, a l'illa de Tortola. Són constituïdes per unes 40 illes, de les quals 11 són habitades. Les més grans són Tortola i Virgin Gorda (totes dues separades pel canal de Sir Francis Drake), a més d'Anegada i Jost van Dyke.
Segons estadístiques de l'any 2003 la població ascendeix a unes 21.730 persones, les quals majoritàriament són negres (83%) i practiquen el cristianisme protestant (86%).
En l'actualitat depenen en gran manera de les seves veïnes immediates, les illes Verges Nord-americanes, amb les quals comparteixen el dòlar dels Estats Units com a moneda de curs legal. La seva economia és una de les més pròsperes de la regió caribenya i depèn en gran manera del turisme, del qual prové el 45% dels ingressos nacionals.

## Història
Descobertes per Cristòfol Colom el 1493 en el seu segon viatge, van ser colonitzades el 1648 per marins neerlandesos. Anglaterra va capturar Tórtola als holandesos el 1672 durant la Segona guerra Anglo-Holandesa, i el 1680, a l'inici de la quarta guerra Anglo-Holandesa va prendre possessió de les illes properes d'Anegada i Verge Grossa.